# Lennox Miller
Lennox V. "Billy" Miller (8. října 1946 Kingston - 8. listopadu 2004 Pasadena) byl jamajský atlet, sprinter, dvojnásobný olympijský medailista.

## Kariéra
Na olympiádě v roce 1968 získal stříbrnou medaili v běhu na 100 metrů, o čtyři roky později v Mnichově skončil ve finále nejkratšího sprintu třetí. Na Hrách Britského společenství národů v roce 1970, Panamerických hrách v roce 1971 a na Mistrovství střední Ameriky v téže sezóně byl vždy členem vítězné štafety na 4 x 100 metrů a držitelem stříbrné medaile v běhu na 100 metr. Po studiích působil více než třicet roků v Pasadeně v Kalifornii jako zubní lékař. Zemřel na rakovinu.
Na jeho úspěchy navázala dcera Inger Millerová, mistryně světa v běhu na 200 metrů z roku 1999.